# Canal Volga-Don

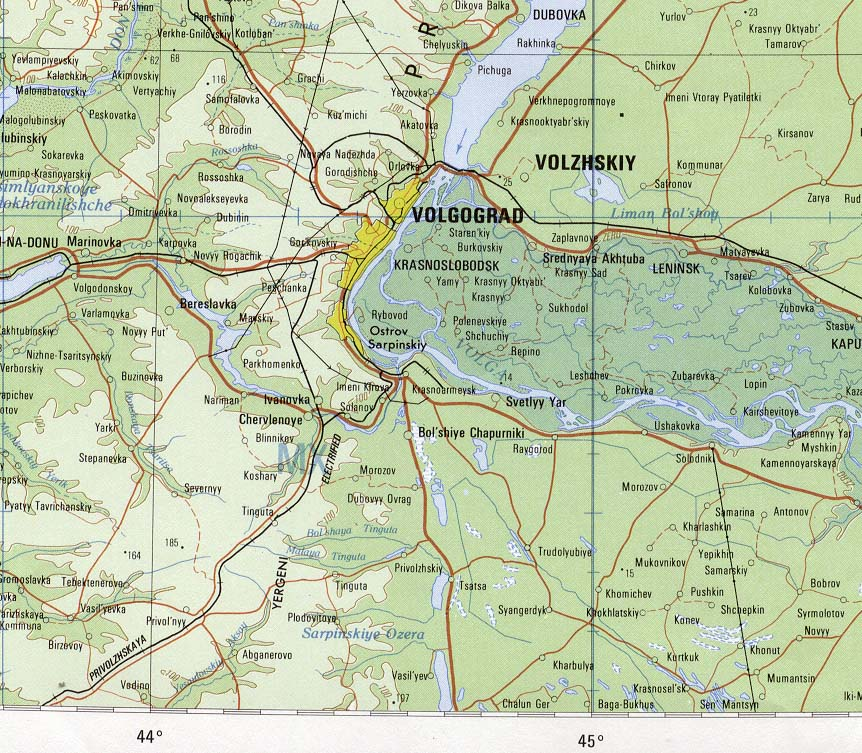
El canal Volga–Don

El Canal Volga-Don oficialment Canal de navegació Lenin Volga-Don (en rus: Волго–Донской судоходный канал имени В. И. Ленина abreujat com ВДСК) és un canal navegable que connecta el riu Volga i el riu Don en els seus punts on s'apropen més. La llargada del canal és de 101 km (45 km es fan a través dels rius i embassaments).
Aquest canal forma part del sistema de canals de la Rússia europea. Junt amb el baix Volga i el baix Don, el canal Volga-Don proporciona la connexió navegable més directa entre la mar Càspia i la Mar d'Azov i, per tant, cap els oceans.
Aquest canal comença al sud de Volgograd, prop de l'assentament de Krasnoarmeysk, i discorre cap a l'oest i nord-oest arribant a l'embassament de Tsimlyansk prop de Volgodonskoy.
Està en projecte un segon canal, Volga-Don II, que començaria al nord de Volgograd, prop de Yerzovka.

## Història
La idea de connectar els rius Volga i Don és molt antiga i els primers treballs per a fer-ho daten de l'any 1569 a càrrec de l'Imperi Otomà

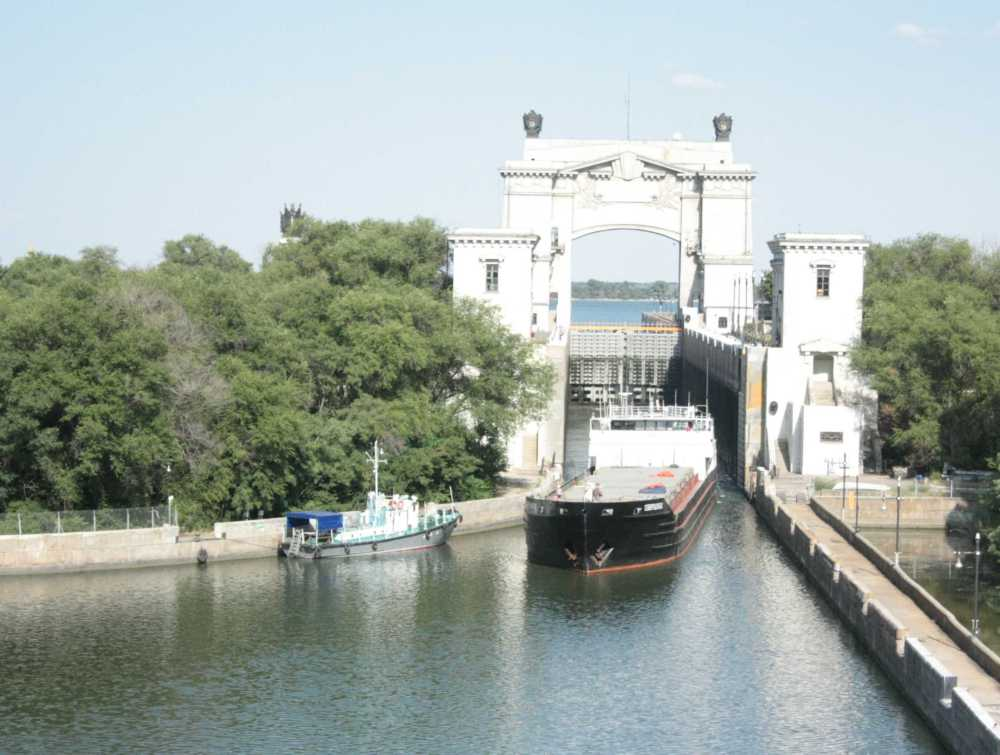
Comporta nº 13 al canal Volga-Don

Després de capturar Azov (Rostov) l'any 1696, el tsar Pere el Gran decidí construir aquest canal, però no es va portar a terme fins a l'any 1701 amb el canal Ivanovsky però amb dificultats de navegació. El 1711, pel Tractat de Pruth Rússia deixà Azov i Pere el Gran va perdre l'interès en el canal que va quedar en runes.
L'actual canal Volga-Don va ser dissenyat per Sergey Zhuk abans de la invasió nazi de Rússia de 1941 i el projecte quedà interromput per la Segona Guerra Mundial. Es va acabar i obrir a la navegació l'any 1952. Aquest canal va ser construït amb desenes de milers de presoners de guerra alemanys i altres del sistema gulag.

## Funcionament
Aquest canal comença al riu Volga al sud de Volgograd; comporta núm. 1 i acaba a l'embassament de Tsimlyansk al riu Don a la ciutat de Kalatx-na-Donú. El poden usar vaixells de fins a 5.000 tones, la comporta més petita fa 145 metres de llargada, 17,0 m d'amplada i 3,.6 m de fondària. Les dimensions màximes permeses pels vaixells són de 140 m de llarg, 16,6& m d'ample i 3,5 m de fondària.
Aquest canal té tres estacions de bombeig d'aigua i també serveix per regadiu.
Entre altres productes, transporta carbó del Donetsk, minerals, petroli, material de construcció i cereals. Hi viatgen vaixells turístics en les dues direccions.